# Skebobruk
Skebobruk är en tätort i Ununge socken, Norrtälje kommun. 

## Historia
Upplands första kända järntillverkning är från en hytta vid Skeboån år 1444. Skebo bruk anlades 1626 av Henrik Lemmens då första  Hammarsmedjan uppfördes. Vid bruket tillverkades stångjärn och det tackjärn som behövdes för produktionen hämtades från Edsbro masugn ägd av Skebo. Malmen kom från Dannemora gruva. Järnet gick sedan på export. Verksamheten lades ner 1924.
Skebo herrgård, uppfördes 1767-1770.

## Befolkningsutveckling
| Befolkningsutvecklingen i Skebobruk 1950–2020                          | Befolkningsutvecklingen i Skebobruk 1950–2020 | Befolkningsutvecklingen i Skebobruk 1950–2020 | Befolkningsutvecklingen i Skebobruk 1950–2020 | Befolkningsutvecklingen i Skebobruk 1950–2020 |
| ---------------------------------------------------------------------- | --------------------------------------------- | --------------------------------------------- | --------------------------------------------- | --------------------------------------------- |
|                                                                        |                                               |                                               |                                               |                                               |
| År                                                                     |                                               |                                               | Folkmängd                                     | Areal (ha)                                    |
| 1950                                                                   | 1950                                          |                                               | 389                                           |                                               |
| 1960                                                                   | 1960                                          |                                               | 349                                           | 124                                           |
| 1965                                                                   | 1965                                          |                                               | 269                                           | 124                                           |
| 1970                                                                   | 1970                                          |                                               | 216                                           |                                               |
| 1990                                                                   | 1990                                          |                                               | 255                                           | 131                                           |
| 1995                                                                   | 1995                                          |                                               | 280                                           | 132                                           |
| 2000                                                                   | 2000                                          |                                               | 276                                           | 132                                           |
| 2005                                                                   | 2005                                          |                                               | 265                                           | 132                                           |
| 2010                                                                   | 2010                                          |                                               | 282                                           | 132                                           |
| 2015                                                                   | 2015                                          |                                               | 276                                           | 92                                            |
| 2020                                                                   | 2020                                          |                                               | 231                                           | 95                                            |
| Anm.: Namnändring 1965 från Skebo till Skebobruk. Ej tätort 1975-1990. |                                               |                                               |                                               |                                               |

## Bebyggelse
Skebobruk ligger längs riksväg 76. Fortfarande finns byggnader från järnbrukets dagar kvar i byn. Det gäller till exempel herrgården med bland annat två flyglar, gjuteriet och bostäderna vid Bruksgatan. Dessa benämns oftast av ortsbefolkningen som egennamn: Herrgården, Bruksgatan, Gjuteriet, skatboet etc. De flesta av byns byggnader är dock byggda under 1900-talet, till exempel Skebo Skola, samt de flesta bostadshus. 

## Näringsliv
Plastindustrin representeras av CIPAX AB som tillverkar plastprodukter, företrädesvis behållare. Skebo Bruksbryggeri är ett mikrobryggeri, beläget i den gamla gjuteribyggnaden. Det finns ett privatägt slakteri, med försäljning till allmänheten. Strax utanför tätorten ligger byggvaruhandeln Edebo Såg AB. Dessutom finns en rad mindre verksamheter: arkitektkontor, hantverkare (snickare, golvläggare, plåtslagare, elektriker), mekanisk verkstad. Få Skebobor arbetar i byn; de flesta pendlar till andra delar av kommunen, eller till Stockholm, för att arbeta.

## Kultur
På orten finns sedan 1972 ett bruksmuseum med utställningar om bruket och dess utveckling. Museet är inhyst i järnbrukets gamla spruthus. 50-årsjubileet 2022 firas med en jubileumsskrift och en temautställning om spruthusets historia och den speciella "skeboandan", som varit en förutsättning för museets tillblivelse och utveckling, men också för den omfattande övriga ideella föreningsverksamheten i Skebobruk. Den största av dessa föreningar är Skebobruks Kulturförening, som driver den lokala puben. För inträde på Skebopuben krävs medlemskap i kulturföreningen. Alla som arbetar på puben gör det utan ersättning, och eventuell vinst används för kulturföreningens ändamål. Minst en gång per månad erbjuder puben underhållning i form av musik, frågesport eller stora TV-sända evenemang. Kända musiker som framträtt på puben är bland andra Åsa Jinder, Lasse Tennander, Bernt Egerbladh, Per Gessle, Linda Gail Lewis, Janne Schaffer och Doug Seegers. I anslutning till det "Gamla hotellet" finns idag ett sommarcafé med inomhusscen och utställningshall och i det gamla orangeriet finns en privat konsertsal.

## Evenemang
Årligen återkommande evenemang i Skebobruk är midsommarfirandet på Borggården (en öppen plats framför Herrgården), skattjakten på Midsommardagen samt utklädningsfesten som är en maskeradparad genom byn på lördagen i Fruntimmersveckan. Utklädningsfesten har sina rötter redan från vallontiden på 1700-talet. Under senare år har Skebobruks Kulturförening i samarbete med ägarna av gamla orangeriet varit medarrangörer till den fransk-svenska musikfestivalen "Sommarnattens Toner".